# Stanley (Iowa)
Stanley è un comune degli Stati Uniti d'America, situato nello Stato dell'Iowa, diviso tra la contea di Buchanan e la contea di Fayette.